# Технолибертарианство
Технолибертарианство (иногда называемое киберлибертарианством) — это политическая философия, уходящая корнями в раннюю культуру хакерского шифропанка в Кремниевой долине в начале 1990-х годов и в американское либертарианство. Философия направлена на минимизацию государственного регулирования, цензуры или чего-либо ещё на пути к «свободной» всемирной паутине. Киберлибертарианцы поддерживают гибкую, меритократическую иерархию (которая, как считается, лучше всего работает на рынках). Самый известный киберлибертарианец — Джулиан Ассанж. Термин технолибертарианец популяризировал в критическом дискурсе писатель по технологиям Паулина Борсук.
Технолибертарианские принципы определяются как:
- Политика всегда должна учитывать гражданские свободы
- Политика должна противодействовать чрезмерному регулированию со стороны правительства
- Политика, предусматривающая рациональные стимулы свободного рынка, — лучший выбор

## Известные сторонники
- Джулиан Ассанж
- Джон Перри Барлоу
- Джон Гилмор
- Т. Дж. Роджерс[англ.]